# Liemarvin Bonevacia
Liemarvin Bonevacia (né le 5 avril 1989 à Willemstad alors partie des Antilles néerlandaises) est un athlète des anciennes Antilles néerlandaises, puis néerlandais, spécialiste du 400 m.

## Carrière
Le comité olympique national des Antilles néerlandaises ayant été dissous en 2011, il est sélectionné pour les Jeux olympiques de Londres en tant qu'athlète « indépendant » sous la bannière olympique. Il s'est qualifié en courant le 400 m en 45 s 77 à Medellín le 28 avril 2012.
Après les Jeux, il représente les Pays-Bas. En avril 2015, il porte à Gainesville le record des Pays-Bas sur 400 m à 45 s 40, puis l'améliore ultérieurement en série des Championnats du monde à Pékin en 44 s 72.
Le 7 juillet 2016, Bonevacia remporte sa 1re médaille internationale à l'occasion des Championnats d'Europe d'Amsterdam où il décroche le bronze en 45 s 41. Il obtient ce même métal lors des Championnats d'Europe en salle de Belgrade le 4 mars 2017 où il établit un record des Pays-Bas en salle en 46 s 26.
Il établit en 3 min 2 s 37, le record national du relais 4 x 400 m le 25 juin 2017 à Villeneuve-d'Ascq, avec Maarten Stuivenberg, Bjorn Blauwhof et Terrence Agard.

## Palmarès
| Date | Compétition                       | Lieu      | Résultat | Épreuve         | Temps         |
| ---- | --------------------------------- | --------- | -------- | --------------- | ------------- |
| 2016 | Championnats d'Europe             | Amsterdam | 3e       | 400 m           | 45 s 41       |
| 2016 | Championnats d'Europe             | Amsterdam | 7e       | 4 × 400 m       | 3 min 04 s 52 |
| 2017 | Championnats d'Europe en salle    | Belgrade  | 3e       | 400 m           | 46 s 26       |
| 2017 | Championnats d'Europe par équipes | Lille     | 2e       | 4 × 400 m       | 3 min 02 s 37 |
| 2019 | Championnats d'Europe par équipes | Sandnes   | 4e       | 400 m           | 46 s 83       |
| 2021 | Championnats d'Europe en salle    | Toruń     | 3e       | 400 m           | 46 s 30       |
| 2021 | Relais mondiaux                   | Chorzów   | 1er      | 4 × 400 m       | 3 min 03 s 45 |
| 2021 | Jeux olympiques                   | Tokyo     | 8e       | 400 m           | 45 s 07       |
| 2021 | Jeux olympiques                   | Tokyo     | 2e       | 4 × 400 m       | 2 min 57 s 18 |
| 2022 | Championnats du monde             | Oregon    | 2e       | 4 × 400 m mixte | 3 min 9 s 90  |
| 2022 | Championnats d'Europe             | Munich    | 4e       | 400 m           | 45 s 17       |
| 2022 | Championnats d'Europe             | Munich    | 5e       | 4 × 400 m       | 3 min 01 s 34 |
| 2023 | Championnats d'Europe en salle    | Istanbul  | 3e       | 4 × 400 m       | 3 min 6 s 59  |
| 2023 | Jeux européens                    | Chorzów   | 3e       | 400 m           | 45 s 06       |
| 2024 | Championnats du monde en salle    | Glasgow   | 3e       | 4 × 400 m       | 3 min 4 s 25  |
| 2024 | Championnats d'Europe             | Rome      | 3e       | 4 × 400 m mixte | 3 min 10 s 73 |
| 2024 | Championnats d'Europe             | Rome      | 3e       | 400 m           | 44 s 88       |

## Records
| Épreuve | Épreuve   | Temps        | Lieu              | Date            |
| ------- | --------- | ------------ | ----------------- | --------------- |
| 200 m   | Plein air | 20 s 45      | La Chaux-de-Fonds | 14 août 2021    |
| 400 m   | Plein air | 44 s 48 (NR) | Berne             | 21 août 2021    |
| 400 m   | En salle  | 45 s 48 (NR) | Apeldoorn         | 27 février 2022 |